# 愚渓智至
愚渓智至（ぐけいちし）は、南北朝時代から室町時代の臨済宗の僧。

## 経歴・人物
龍泉令淬の法嗣となり、のちに筑前承天寺、京都万寿寺、楞伽寺の住持を歴任する。性海霊見が虎関師錬の『元亨釈書』を重刊した際には、その編纂に協力した。